# JACK Audio Connection Kit
JACK Audio Connection KitもしくはJACKは低レイテンシーで呼び出されたJACK対応アプリケーション同士でのオーディオ、MIDIデータ両方の接続を提供するサウンドサーバデーモンである。
Paul Davisとその他の協力者によって製作された。このサーバーはGPLによってライセンスされると同時に、そのライブラリはGNU LGPLによってライセンスされている。
JACKはALSA、PortAudio、CoreAudio、FreeBoB、FFADOと（まだ実験段階の）OSSのバックエンドで使うことができる。2008年現在、Linux、FreeBSDとmacOS上で動作している。また、バージョン2であるJACKDMPはWindows上でも動作する。

## 対応アプリケーション
JACKと共に動作する幾つかのアプリケーションを記載する:
- Aqualung - GTKをベースにしたミュージックプレイヤー。
- Ardour - フリーの DAW であり、LinuxとmacOS上で動作する。主作者はJACKと同じくPaul Davis氏。
- Baudline - 信号解析ツール。
- CheeseTracker - Impulse Trackerのクローン。
- ChucK - リアルタイムオーディオプログラミング言語。
- Freqtweak - デジタル EQ。
- Hydrogen - 先進的なドラムマシン。
- LMMS - Linux、macOSとWindows上で動作するフリーのDAW。
- MusE - Qtライブラリをベースにした MIDI/オーディオ シーケンサー
- Music Player Daemon - 名前通り。バックグラウンドで音楽を演奏するデーモン。
- Pure Data - マルチメディアの為のグラフィカルプログラミング言語。
- qjackctl - Qt をベースとした、JACKのコントロールツール。
- Rosegarden - Linux上で動作するフリーの DAW 。
- SuperCollider -リアルタイムオーディオプログラミング言語。
- XMMS - X11上で動作するフリーのミュージックプレーヤー。
- XMMS2 - クライアント・サーバー方式で再設計されたXMMS。
- ZynAddSubFX - オープンソースのソフトウェアシンセサイザー
- MOC - ncursesをベースとしたミュージックプレイヤー。

2007年現在、幾つかのアプリケーションがJACKでサポートされている。全ての著名な動画プレーヤーがJACKのオーディオ出力をサポートし、ほとんど全てのオーディオは、Linux上でJACKによる出力がサポートされているアプリケーションで再生される。

## ライブラリ
- Allegro - ゲームプログラミングライブラリ。
- bio2jack - OSS/ALSAアプリケーションからJACKへの入出力をブロックする事によってシンプルな移植を可能にするライブラリ。
- libjackasyn - OSSシステムによって書かれたプログラムをJACK対応アプリケーションに変換する為のライブラリ。

## 参照項目
- LADSPA
- 自由ソフトウェア
- PulseAudio
- aRts